# Arachniodes speciosa
Arachniodes speciosa là một loài thực vật có mạch trong họ Dryopteridaceae. Loài này được (D. Don) Ching miêu tả khoa học đầu tiên năm 1962.